# Ciclone (ingegneria)

Un ciclone

Un ciclone o depolveratore centrifugo è un macchinario che permette la purificazione dell'aria (o un gas in generale) dalle polveri sfruttando il principio della forza centrifuga. È usato come trattamento preliminare della corrente contaminata per l'abbattimento parziale degli elementi inquinanti nell'aria.

## Meccanismo
I cicloni sono dei sistemi di abbattimento che, senza utilizzo di organi in movimento e sfruttando ingressi opportunamente sagomati, permettono di separare le particelle contaminanti. In particolare, la corrente di gas e polvere viene fatta passare in un sistema composto da due cilindri concentrici. Al gas in entrata viene imposto un moto a spirale nell'intercapedine presente tra i due cilindri, dall'alto verso il basso. I gas potranno poi uscire passando attraverso il cilindro interno, più basso di quello esterno. Le particelle, aventi maggiore inerzia rispetto al gas, tenderanno a sbattere contro le pareti del cilindro più esterno, e a cadere sul fondo del sistema, ove è collocata una tramoggia per il recupero delle polveri.
Le polveri possono quindi essere recuperate per una successiva fase di trattamento. Idealmente un ciclone può essere rappresentato da una struttura cilindrica con uscita ad imbuto, costituita da una bocca di entrata del gas da trattare e una di uscita.
La capacità di trattare particelle con granulometria più o meno fine dipende dal diametro del ciclone.

## Tipologie di cicloni
I principali tipi di cicloni sono:
- Convenzionale, con ingresso tangenziale dell'aria da trattare e uscita assiale dell'aria trattata e delle polveri;
- Ad ingresso tangenziale e uscita laterale delle polveri;
- Ad ingresso assiale e scarico assiale delle polveri;
- Ad ingresso assiale e scarico laterale delle polveri.

## Fasi del trattamento
Il sistema più utilizzato è il ciclone convenzionale che basa il suo funzionamento su un processo che presenta le seguenti fasi:
1. Il gas contaminato viene inserito con direzione tangenziale al ciclone
2. Grazie alla forma e dimensione del dispositivo il flusso d'aria assume un moto a spirale direzionato verso il basso
3. Per effetto della forza centrifuga, si ha il deposito delle particelle sulle pareti del ciclone
4. Per forza di gravità il contaminante precipita sul fondo dove in seguito viene raccolto
5. Grazie alla forma conica della bocca di uscita si crea una differenza di pressione nella zona inferiore del ciclone che genera l'inversione del moto di rotazione del flusso di gas. L'aria trattata senza le particelle più grossolane risale verso l'alto, si genera quindi un vortice più piccolo lungo il corpo del ciclone che permette la fuoriuscita del gas trattato dalla bocca di scarico posta lungo l'asse del ciclone.

In uscita il gas depurato dal contaminante più grossolano, risulta ancora inquinato da particelle di piccole dimensioni che il sistema non riesce a separare.

## I multicicloni
I cicloni possono essere impiegati anche come parti di unità modulari in parallelo che prendono il nome di multicicloni. In questo caso si utilizzano elementi di diametro ridotto (dai 15 ai 50 cm).
Nei multicicloni gli elementi possono essere disposti nei seguenti modi:
- Disposti verticalmente ad ingresso assiale
- In modo inclinato con ingresso tangenziale
- Elementi disposti in modo orizzontale

Per elevate quantità di gas da trattare i multicicloni possono essere formati anche da centinaia di elementi in parallelo: questo comporta costi di trattamento molto elevati (sia di installazione che di esercizio); in queste situazioni si preferiscono sistemi formati da uno o più cicloni disposti in parallelo e di diametro maggiore così da avere una riduzione dei costi del sistema a scapito però di un decremento della capacità di separazione delle polveri fini.

## Applicazioni

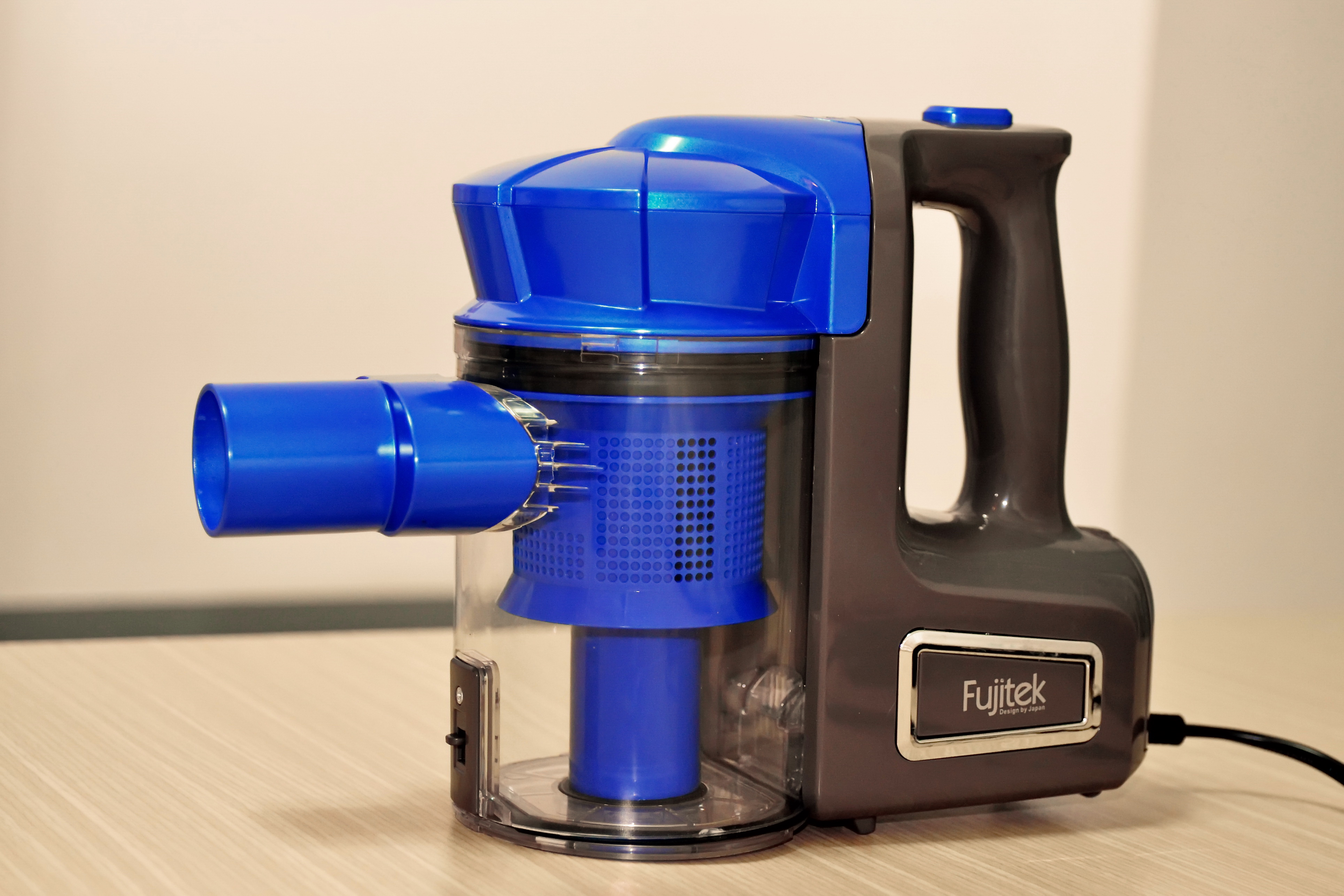
Aspirapolvere portatile a separazione ciclonica

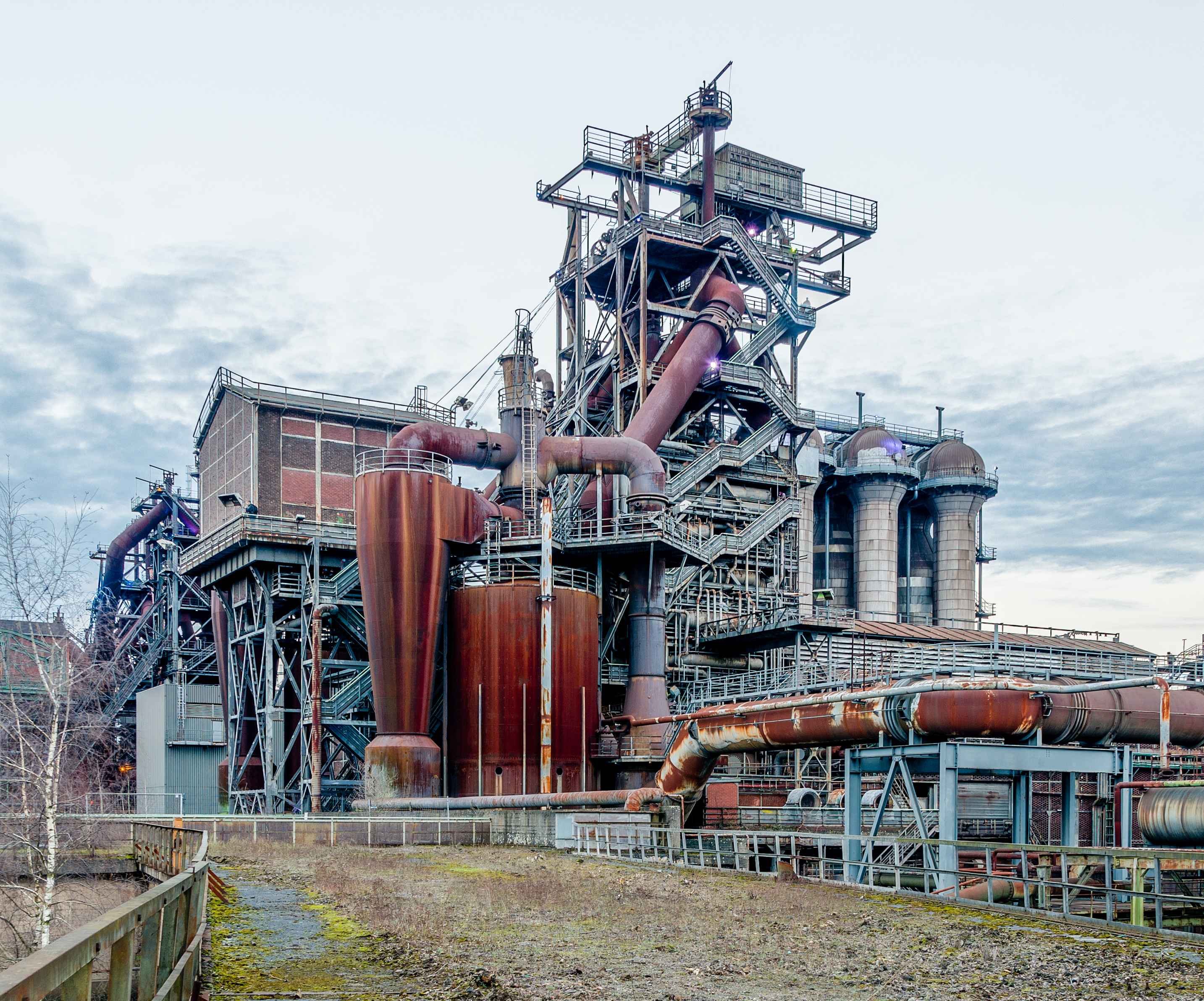
Utilizzo di un ciclone per il trattamento dei fumi provenienti da un altoforno (Landscape Park Duisburg North).

I cicloni sono utilizzati nelle segherie per la purificazione dell'aria dalle polveri di segatura, nelle industrie di produzione di razioni animali per la separazione dei microingredienti dall'aria, nelle raffinerie, nell'industria del cemento e, da qualche anno, in alcuni modelli di aspirapolvere.
I cicloni possono essere utilizzati anche per la separazione di solidi sospesi da liquidi, ma in questo caso si parla più propriamente di idrocicloni.
I cicloni sono applicati quando l'aria da trattare presenta una concentrazione di particelle estremamente alta o quando devono essere rimosse polveri grossolane che potrebbero danneggiare i più delicati dispositivi di depurazione. Nelle applicazioni industriali i cicloni vengono impiegati per trattare gas contenenti particelle di particolato con diametro maggiore di 10 µm.
La maggior parte dei dispositivi in commercio è costituita da cicloni con un diametro che va dai 5 ai 30 cm e permettono di abbattere contaminanti con granulometria maggiore di 5 µm, mentre dispositivi con diametro più elevato (dai 30 ai 200 cm) vengono utilizzati per l'eliminazione di particelle con dimensione granulare superiore al millimetro. Questi ultimi sono utilizzati generalmente per concentrazioni di particolato molto elevate.
Per i cicloni convenzionali si ha un'efficienza di abbattimento delle polveri che può andare dal 30 al 90% per granulometria fino a 10 µm, il cosiddetto PM10 e fino al 40% per polveri con dimensioni fino a 2,5 µm (il PM2,5).
Esistono inoltre cicloni ad alta efficienza con rendimenti che vanno dal 60 al 95% per dimensioni fino a 10 µm e dal 20 al 70% per polveri con granulometria dell'ordine dei 2,5 µm. Questi sistemi caratterizzati da un'elevata caduta di pressione richiedono però un grande dispendio energetico per poter funzionare.
Nel caso dei multicicloni si possono ottenere rendimenti variabili tra l'80 e il 95% nel caso di polveri con dimensioni inferiori ai 5 µm (PM5).
I flussi pretrattati sono poi convogliati ad altri sistemi di abbattimento più costosi ed efficaci che vengono sempre posti a valle di questa tipologia di depuratori.
I cicloni presentano molteplici vantaggi:
- alte efficienze sul particolato grossolano, abbattimento anche del particolato fine anche se con basse efficienze;
- manutenzione semplificata, vista la mancanza di organi in movimento;
- semplicità nel recupero delle polveri;
- necessità di spazi limitati per l'implementazione del sistema;
- bassi costi di implementazione e utilizzo;
- possibilità di lavorare a qualsiasi temperatura;
- possibilità di lavorare con fumi umidi;
- buona flessibilità operativa.

La scarsa efficienza per granulometrie fini (minori di 5 micrometri di diamero) è uno dei principali svantaggi, che limitano pesantemente l'applicazione di questo metodo di trattamento e inoltre si hanno rischi di intasamento e corrosione del ciclone per effetto dei contaminanti. Gli impianti di questo tipo presentano inoltre alte perdite di carico.

## Equazioni di progetto
Le equazioni che governano il fenomeno si basano sull'assunto che, affinché una particella possa essere abbattuta durante il suo percorso attraverso il ciclone separatore, il tempo che essa trascorra al suo interno deve essere maggiore o uguale al tempo che essa impiega per percorrere la distanza che la separa radialmente dalla parete del cilindro esterno.
Il numero di giri che la particella percorre lungo il suo moto elicoidale attorno al cilindro esterno è dato dalla formula empirica
{\displaystyle N={\frac {L_{1}+{\frac {L_{2}}{2}}}{H}}}
Dove L1 e L2 sono due altezze caratteristiche del ciclone separatore, mentre H è l'altezza del condotto di immissione dei fumi all'interno dell'abbattitore.
Noto il numero di giri, il tempo di permanenza della particella all'interno del ciclone è pari a:
{\displaystyle t={\frac {2\pi RN}{v(g)}}}
dove:
- R è il raggio medio del cilindro interno e del cilindro esterno;
- v(g) è la velocità dei fumi all'interno del ciclone separatore.

Il tempo necessario alla particella per impattare contro la parete è invece dato da (considerando la particella più sfortunata, che entra tangente al cilindro interno):
{\displaystyle t={\frac {W}{v(t)}}}
dove:
- W è la larghezza del condotto dei fumi in ingresso (che generalmente coincide con la larghezza dell'intercapedine tra i due cilindri);
- v(t) è la velocità terminale della particella, intesa come la velocità della particella una volta raggiunto l'equilibrio tra la forza centrifuga e la forza di trascinamento data dalla corrente dei fumi.

Dalla precedente equazione segue che:
{\displaystyle v(t)={\frac {W}{t}}={\frac {Wv(g)}{2\pi RN}}}
Per la legge di Stokes, in caso di moto laminare, vale:
{\displaystyle v(t)={\frac {d_{p}(\rho _{p}-\rho _{g})v(g)}{18\mu g}}}
dove:
- dp è il diametro della particella;
- ρp è la densità della particella;
- ρg la densità del gas;
- μ è la viscosità del gas;
- g è l'accelerazione di gravità.

Uguagliando le ultime due equazioni:
{\displaystyle {\frac {Wv(g)}{2\pi RN}}={\frac {dp^{2}(\rho _{p}-\rho _{g})v(g)^{2}}{18\mu g}}}
si ottiene il diametro dp della più piccola particella separata:
{\displaystyle d_{p}=\left[9\mu {\frac {W}{2}}\pi Nv(g)(\rho _{p}-\rho _{g})\right]^{0,5}}
Tale espressione è corretta se si suppone che vengano separate il 100% delle particelle aventi diametro maggiore di dp. Nella realtà empiricamente si usa il diametro di taglio dpc, che fa riferimento ad un'efficienza di separazione del 50%, e che vale:
{\displaystyle d_{pc}={\frac {d_{p}}{\sqrt {2}}}}
Nota la distribuzione granulometrica delle particelle, al variare delle dimensioni delle particelle, per ogni campo dimensionale i-esimo, si può calcolare l'efficienza di separazione del ciclone, relativa al campo dimensionale i-esimo, come:
{\displaystyle h_{i}={\frac {1}{1+\left({\frac {d_{pc}}{d_{pi}}}\right)^{2}}}}
dove dpi è la dimensione della particella appartenente al campo dimensionale i-esimo.
L'efficienza complessiva del ciclone si può calcolare moltiplicando la frazione in massa di particelle appartenenti al campo dimensionale i-esimo per la corrispondente efficienza e sommando i prodotti ottenuti per i vari campi i-esimi.
Si definisce inoltre la "penetrazione percentuale" P come:
{\displaystyle P=1-h_{tot}}
essendo htot l'efficienza totale.
Per quanto riguarda le perdite di pressione all'interno del ciclone si calcola il coefficiente di perdita Z:
{\displaystyle Z={\frac {KHW}{D_{e}^{2}}}}
in cui:
- K è una costante compresa tra 12 e 18;
- De è il diametro del condotto di uscita dal ciclone.

La perdita di pressione è data quindi da:
{\displaystyle \Delta P={\frac {1}{2}}Z\rho _{g}v(g)^{2}}